# Gwalchmai
Gwalchmai es un pueblo en Anglesey, al norte de Gales. 

## Situación
Está a menos de una millade la A55 y del Campo de Espectáculos de Anglesey y a menos de dos millas de RAF Mona. 

## Servicios e historia
Hay restos de un molino de viento en la parte sur del pueblo y una torreta de transmisión de televisión justo al norte. Llyn Hendref (El Lago de Morada Invernal) es un pequeño lago al noreste. El pueblo está compuesto por dos partes: Gwalchmai Uchaf (Gwalchmai alto), que es la sección sureste, y Gwalchmai Isaf (Gwalchmai bajo), que es la sección noroeste. El equipo de fútbol local Gwalchmai FC juega en la Liga Gwynedd.
Se considera que el nombre del pueblo se debe al poeta Gwalchmai ap Meilyr de la corte del siglo XII, que a su vez su nombre derivaría del héroe galés conocido como Gwalchmei ap Gwyar, quien pasó a ser el Gawain de la posterior leyenda arturiana. En el reloj del pueblo están grabados los nombres de los 29 muertos del pueblo en la Primera Guerra Mundial y los 9 de la Segunda Guerra Mundial.